# جاش کر
جاش کر (انگلیسی: Josh Kerr؛ زادهٔ ۸ اکتبر ۱۹۹۷) ورزشکار دو و میدانی، و دونده دو نیمه‌استقامت اهل بریتانیا است.
کر نماینده انگلیس در مسابقات جهانی ۲۰۱۷ بود اما به نیمه نهایی راه پیدا نکرد. در مسابقات جهانی ۲۰۱۹ به فینال رسید و یک شش امتیازی را به خود اختصاص داد.